# Bernarda Romero
Bernarda Romero (Valencia, siglo XVI - Valencia, 1621), también conocida como sor Bernarda Romero fue una religiosa y poeta española.

## Biografía
Bernarda profesó como monja cisterciense en el Real Monasterio Cisterciense de Santa María de Gratia Dei (o de la Zaidía) de Valencia.

## Obra
Concursó con éxito, siempre en castellano, en los certámenes poéticos celebrados en Valencia en 1592, en 1602, en 1606, en 1608, en 1619 y 1621. Sus dos primeras intervenciones, anteriores a 1602, tienen lugar en las justas organizadas y publicadas por Bernardo Catalán de Valeriola, promotor de la Academia de Nocturnos, que probablemente tuviera relación devocional con el monasterio de sor Bernarda. Las cinco últimas aportaciones apuntan a fiestas locales más populares y relacionadas con otras órdenes. Muchas de estas composiciones se publicaron en las recopilaciones poéticas correspondientes. Fue elogiada por Gaspar Aguilar.
- A la mesma devocion de Santa Teresa de Iesus (1621)[5]
- Tenys una fe tan biua... / de Sor Romara, monja de la Zaydia (1621)[6]
- Benito vuestra vida nos espanta[7]